# Jaroslava Vobrubová-Koutecká
Jaroslava Vobrubová-Koutecká (12. února 1891 Vápenný Podol – 18. prosince 1969 Dobříš) byla česká překladatelka.

## Život
Narodila se ve vsi Nutice, která byla později přičleněna k Vápennému Podolu. Pocházela z rodiny úředníka Karla Vobruby (1867), původem z Golčova Jeníkova, a jeho manželky Emilie, rozené Petříkové (1868); měla bratra Karla.
Vystudovala Vyšší dívčí školu v Praze ve Vodičkově ulici, a poté studovala externě francouzskou a německou literaturu na Filozofické fakultě Univerzity Karlovy. Dvakrát studijně pobývala na univerzitě v Montpellier. 22. 4. 1913 se na Královských Vinohradech provdala za spisovatele Antonína Veselého (1888–1945). R. 1921 bylo manželství rozloučeno. Téhož roku vystoupila z katolické církve.
Psala a překládala mj. do Rudých květů, Národních listů, Nové pařížské mody, Ducha času, Hynkovy knihovny zábavy a poučení. V šedesátých letech vedla překladatelský seminář germanistiky na Univerzitě Karlově. Překládala z francouzštiny, němčiny, nizozemštiny a španělštiny.

## Dílo

### Próza
- Recitační večer – in: Rudé květy illustrovaný lidový měsíčník pro zábavu a poučení; 1. 5. 1911, s. 180–191[6]
- Náš křížek – in: Národní listy 27. 8. 1911; s. 13[7]
- Člověk míní... – Praha: Alois Hynek, 1922

### Překlady z francouzštiny
- Tragické soirée – Georges de Peyrebrune; in: Nové pařížské mody; 15. 1. 1910; s. 2–3[8]
- Facino Cane – Honoré de Balzac; in Duch času Nedělní list Svornosti 2. 7. 1911; s. 641–644[9]
- Vyprávění bílého kosa – Alfred de Musset; in: 1000 nejkrásnějších novel č. 24. Praha: Josef Richard Vilímek, 1912
- Reformátorky – Andre Lichtenberger; in: Hynkova knihovna zábavy a poučení I, č. 3. Praha: A. Hynek, 1912
- Kentaur a bakchantka – Maurice de Guérin. Praha: Hyperion, 1913
- Neděle pařížského měšťáka a jiné novelly – Guy de Maupassant; přeložili Jaroslava Vobrubová a Boh. Jirsík. Praha: J. R. Vilímek, 1913
- Mladé manželství – Èmile Marriot. Praha: A. Hynek, 1915
- Coletta – André Theuriet. Praha: A. Hynek, 1915
- Mýlka – André Linchtenberger; in: 1000 nejkrásnějších novel č. 98. Praha: J. R. Vilímek, 1916
- Jan Kryštof. I, Zoře – Romain Rolland. Praha: Bedřich Kočí, 1916
- Jan Kryštof. II, Jitro – Romain Rolland. Praha: B. Kočí, 1917
- Jan Kryštof. III, Jinoch – Romain Rolland. Praha: B. Kočí, 1917
- Povídky Ninoně – Emil Zola. Praha: J. R. Vilímek, 1917
- Nové povídky Ninoně – Emil Zola; ilustroval Artuš Scheiner. Praha: J. R. Vilímek, 1917
- Citová výchova: znění z r. 1845 – Gustave Flaubert; z edice Nevydaná díla mladosti; úvod napsal Karel Čapek. Praha: A. Hynek, 1918
- Bouvard a Pécuchet: román – Gustave Flaubert; úvodní poznámka Jindřich Vodák. Praha: A. Hynek, 1919
- Jeho božstvo: román – Èmile Marriot. Praha: A. Hynek, 1919
- Bubu z Mantparnássu: román – Charles Louis Philippe. Praha: A. Hynek, 1919
- Paní Bovaryová: venkovské mravy: román – Gustave Flaubert. Praha: A. Hynek, 1920
- Štírek – Marcel Prévost. Praha: A. Hynek, 1920
- Jan Kryštof. IV, Vzpoura – Romain Rolland. Praha: B. Kočí, 1920
- Jan Kryštof. V, Jarmark – Romain Rolland. Praha: B. Kočí, 1920
- Čtyři příběhy o ubohé lásce; Dobrá Magdalena; Ubohá Marie – Charles-Louis Philippe. Praha: Aventinum, 1921
- Jan Kryštof. Díl 6, Antoinetta – Romain Rolland. Praha: B. Kočí, 1921
- Jan Kryštof. Díl 7, V domě – Romain Rolland. Praha: B. Kočí, 1922
- Jan Kryštof. Díl 8, Konec cesty – Romain Rolland. Praha: B. Kočí, 1922
- Milostné dobrodružství; Modré okénko – Gyp [Sybille Riquetti de Mirabeau]. Praha: A. Hynek, 1923
- Nepřítomný: román – Elie Dautrin. Plzeň: Beníško a Jeřáb, 1924
- Dáma s kameliemi: román – Alexandre Dumas syn; ilustroval Jan Goth. Praha: A. Hynek, 1925
- Salambo – Gustave Flaubert; úvodní studii napsal F. X. Šalda. Praha: A. Hynek, 1925
- Výchova srdcem – Gustave Flaubert. Praha: A. Hynek, 1925
- Manon Lescaut: román – Antoine François Prévost. Praha: A. Hynek, 1926
- Touhy Jana Serviena – Anatole France. Praha: František Borový, 1927
- Hledání ztraceného času – Marcel Proust; přeložili Jaroslav Zaorálek, Jaroslava Votrubová-Koutecká, Miloslav Jirda, Bohumil Mathesius. Praha: Jan Fromek, 1927–1930
- Vzpoura andělů – Anatole France. Praha: F. Borový, 1929
- Klaudina v manželství – Colette; Ilustroval Jean Herbe. Praha: F. Borový, 1935
- Klaudina v Paříži – Colette. ilustroval Auguste Roubille. Praha: F. Borový, 1935
- Klaudina ve škole – Colette. ilustroval Henry Mirande. Praha: F. Borový, 1935
- Kejklíř: Mikuláš Spanilý: román – Arthur de Gobineau; s ilustracemi, obálkou a vazbou F. Horníka. Praha: Antonín Svěcený, 1935
- Cesta do hlubin nitra – Romain Rolland. Praha: Rudolf Škeřík, 1946
- Cesty k svobodě. Díl první, Věk rozumu – Jean Paul Sartre. Praha: ELK, 1946
- Cesty k svobodě. Díl druhý, Odklad – Jean-Paul Sartre. Praha: ELK, 1947
- Štěstí zarmoucených – Luc Dietrich. Praha: Václav Petr, 1948
- Historie našich dnů – Anatole France; přeložily Marie Hrubešová-Kornelová a J. Vobrubová-Koutecká; doslov napsal Jaroslav Bouček. Praha: ČS, 1951
- Traktér u královny Pedauky; Názory pana Jeronyma Coignarda; Povídky Jakuba Kuchtíka – Anatole France; Jaroslav Zaorálek, Bohumil Mathesius, J. Vobrubová-Koutecká; doslov Jaroslav Bouček; vysvětlivky Eva Ruxová. Praha: ČS, 1952
- Zločin Silvestra Bonnarda, člena Institutu; komická historie – Anatole France. přeložili Eduard Hodoušek, Jaroslava Vobrubová-Koutecká; doslov napsal Jaroslav Bouček; poznámkami opatřili překladatelé a Alena Hartmanová. Praha: SNKLHU, 1954
- Jakub fatalista a jeho pán – Denis Diderot. Praha: SNKLHU, 1955
- Epikurova zahrada. Thais – Anatole France; odpovědná redaktorka Tamara Sýkorová; přeložili Dalibor Plichta, Jaroslava Vobrubová-Koutecká; doslov Jaroslav Bouček. Praha: SNKLHU, 1955
- Jokasta; Hubená kočka; Červená lilie; Crainquebille a jiné povídky – Anatol France; odpovědná redaktorka Tamara Sýkorová; přeložili Miroslav Drápal, Stanislav Hanuš, Marie Kornelová, Anna Kučerová, Jaroslava Vobrubová-Koutecká; grafická úprava František Muzika. Praha: SNKLHU, 1958

### Překlady z němčiny
- Podivná historie Petra Schlemihla – Adelbert von Chamisso. Praha: A. Hynek, 1911
- Michael Kohlhaas: ze staré kroniky – Heinrich von Kleist; úvodní slovo napsal Antonín Veselý. Praha: A. Hynek, 1911
- Malý pan Friedemann – Thomas Mann; s Antonínem Veselým; in 1000 nejkrásnějších novel č. 5. Praha: J. R. Vilímek, 1911
- Lucie Gelmerothová – Eduard Mörike; s Antonínem Veselým; in 1000 nejkrásnějších novel č. 7. Praha: J. R. Vilímek, 1911
- Nalezenec – Heinrich von Kleinst; s Antonínem Veselým; in 1000 nejkrásnějších novel č. 10. Praha: J. R. Vilímek, 1911
- Klášter u Sadomierze – Franz Grillparzer; in: 1000 nejkrásnějších novel č. 62. Praha: J. R. Vilímek, 1914
- Anna – Friedrich Hebbel; in: 1000 nejkrásnějších novel č. 100. Praha: J. R. Vilímek, 1916
- Tažní ptáci lásky: román – Anton Schnack. Praha: Leopold Mazáč, 1941

- Žena letí přes Andy: 30 kapitol a 49 fotografií, líčících 44.000 kilometrů dlouhý let přes prales, poušť a Kordillery – Inge Stöltingová. Praha: Česká grafická unie, 1941
- Děvečka Jürgena Doskocila: román – Ernst Wiechert. Praha: Kvasnička a Hampl, 1941
- Prostý život: román – Ernst Wiechert. Praha: Kvasnička a Hampl, 1941
- Osud: čtyři novely – Wilhelm Schäfer. Praha: Melantrich, 1942
- Bratři Kranewittové: román – August Karl Stöger. Praha: J. R. Vilímek, 1942
- Na řece Nelsonu – Emil Droonberg. Praha: Jaroslav Salivar, 1943
- Osudná koza Soňa: román – Walter Vollmer. Praha: Václav Petr, 1944
- Balzac – Stefan Zweig; a opatřila vysvětlivkami. Praha: Máj, 1949
- Rodina Kumiaků: román – Hans Marchwitza. Praha: Československý spisovatel (ČS), 1950
- Poddaný – Heinrich Mann; ilustracemi vyzdobil Josef Holler. Praha: ČS, 1953
- Výbor z díla – Heinrich von Kleist. přeložili Pavel Eisner, Jaroslava Vobrubová-Koutecká a Rudolf Toman. Praha: SNKLHU, 1954
- V zemi hojnosti: Profesor neřád – Heinrich Mann. přeložili Valter Feldstein a Jaroslava Vobrubová-Koutecká. Praha: SNKLHU, 1954
- Návrat rodiny Kumiaků – Hans Marchwitza; doslov napsal A. J. Liehm. Praha: ČS, 1954
- Mládí krále Jindřicha IV. – Heinrich Mann; a opatřila vysvětlivkami; verše v textu přeložil Petr Kopta. Praha: SNKLHU, 1956
- Kaleidoskop – Stefan Zweig. Praha: Mladá fronta, 1958
- Muž a jeho jméno – Anna Seghersová. Praha: ČS, 1959
- Zrání krále Jindřicha IV. – Heinrich Mann; a opatřila vysvětlivkami. Praha: SNKLHU, 1960

### Překlad z nizozemštiny
- Jan Steen: malíř šprýmů a radostného života: román – Cornelis Jan Kelk. Praha: Symposion [Rudolf Škeřík], 1941

### Překlad ze španělštiny
- Pro Španělsko – Emilia Pardo-Bazán; in: Nové pařížské mody; 1. 5. 1912, s. 1–2
- Do Indie – José Maria Pereda; in: 1000 nejkrásnějších novel č. 39. Praha: J. Vilímek, 1912